# タイラー・ベイト
タイラー・ベイト（Tyler Bate、1997年3月7日 - ）は、イングランドのダドリー出身のプロレスラー。現在はタイラー・ベイト（Tyler Bate）のリングネームで活動。

## 来歴

### レストン・シティ・レスリング
プレストンシティ・レスリングでPCWフライトナイトIIIでデビューし、チャーリー・ギャレット、リッチ・スワン、ザック・ギブソンとの4ウェイマッチでは敗北。その後、ピート・ダン、ダミアン・ダン、モーガン・ウェブスター、マーク・アンドリュースに敗れた。

### チカラ
2015年初頭、トレント・セブンとチームを組み、チカラでデビュー。4月3日、ハンター・ブラザーズを破ったが、デヴァステーション・コーポレーションに敗れた。 ツアー最後のダークマッチで、セブンとベイトは、クリント・マージェラとチームを組んだが、ピート・ダン、ダミアン・ダン、ジミー・ハボックに敗れた。その後ベイトは、ダン・モロニーとチームを組み、バレット・クラブとの試合をした。2016年8月21日、ベイトとセブンは、ロス・アイス・クリーム、N_R_G、ザ・デヴァステーション・コーポレーションを破った。
2017年9月1日、セブンと共にハウス・ホワイトウルフに勝利。準々決勝で、ハウス・スローバックスを破り、ハウス・ロットには敗北するも、ハウス・センダイ・ガールズを破った。決勝で勝利し、2017 King of Trios を獲得。

### プログレスレスリング
プログレスリングでの移籍で最初の試合であるナチュラルプログレッションシリーズの準々決勝まで進んだが、ウィリアム・イーバーに敗れた。その後、セブンとのタッグチームをムスタッシュ・マウンテンと名乗った。ダミアン・プリースト、ダンに敗れた。その後、ブリティッシュ・ストロング・スタイルを形成。空位のプログレス世界王座になるための7人のエリミネーションマッチに参加するも敗北。2週間後、ムスタッシュ・マウンテンは、スリーウェイタッグ戦でLDRSを破り、空位となっていたタイトルを獲得。スーパー・ストロング・スタイル16トーナメントの決勝まで進み、ウィリアム・イーバー、マーク・ハスキンス、マット・リドルを破り、決勝でトラビス・バンクスと対戦したが、敗北。ムスタッシュ・マウンテンは、#CCKとのタイトル戦を行い、王座を防衛。タイトルを取り戻したが、9月10日のラダーマッチで#CCK に敗れた。

### WWE

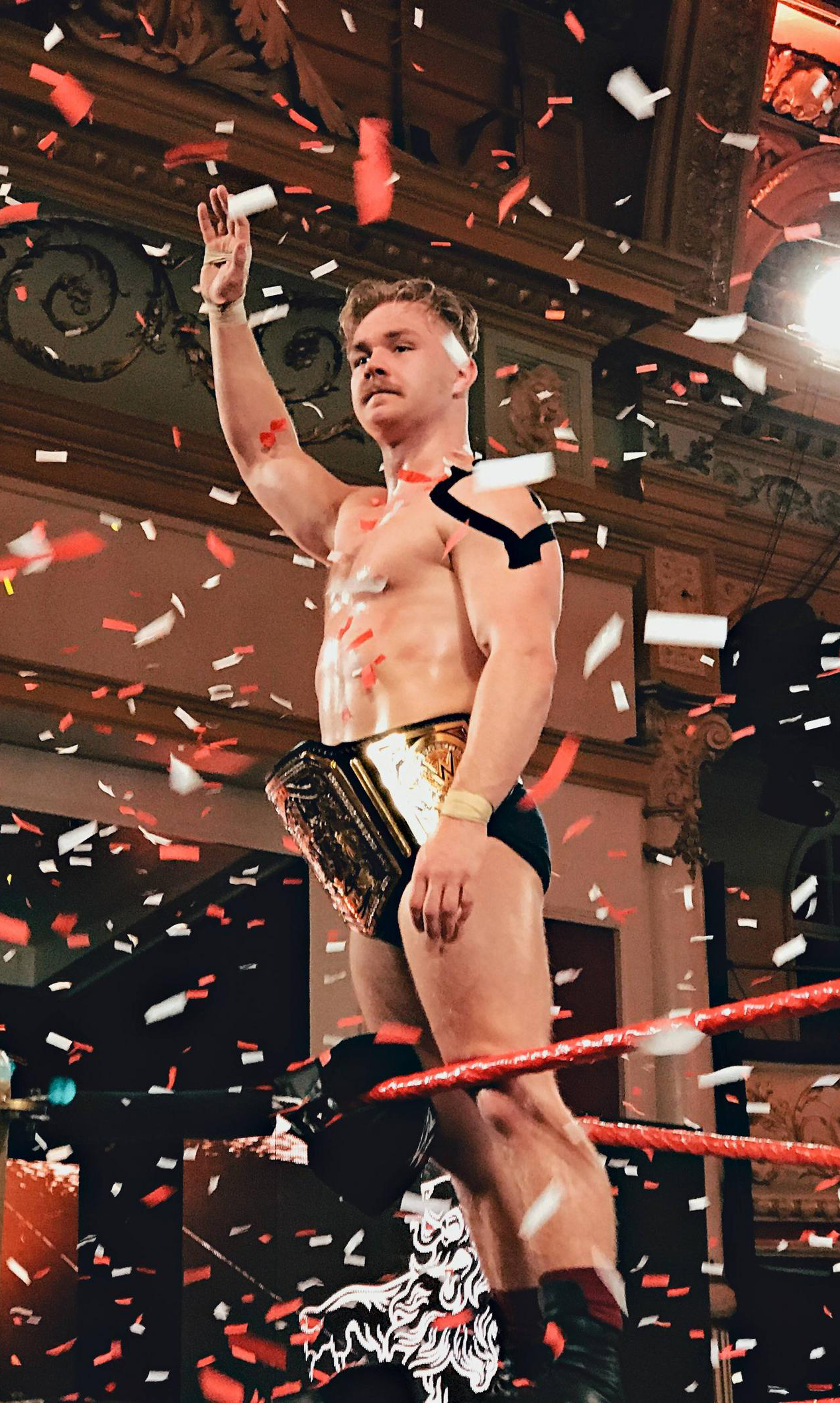
初代NXT UK王座を獲得したベイト。

2016年12月15日、2017 年1月14日と15日に行われる2夜のトーナメント戦に参加することを発表。準々決勝でジョーダン・デブリンを破り、準決勝ウォルフギャングを破り、決勝でピート・ダンを破ってトーナメントで優勝し、初代NXT UK王座になった。その後、WWEと契約を結んだ。
2月1日、オニー・ローカンを破り、NXTデビューを果たす。2月15日、タッグパートナーであるトレント セブンに対してタイトルを守ることに成功。4月26日、ジャック・ギャラハーに対してチャンピオンを守ることに成功。NXTテイクオーバー: シカゴ、ベイトは、チャンピオンシップをピート・ダンに失った。11月7日、NXT・クルーザー級王座であるエンツォ・アモーレに敗れた。12月20日、再びNXT UK王座のピート・ダンと対戦するも敗北。

### セブンとのタッグ

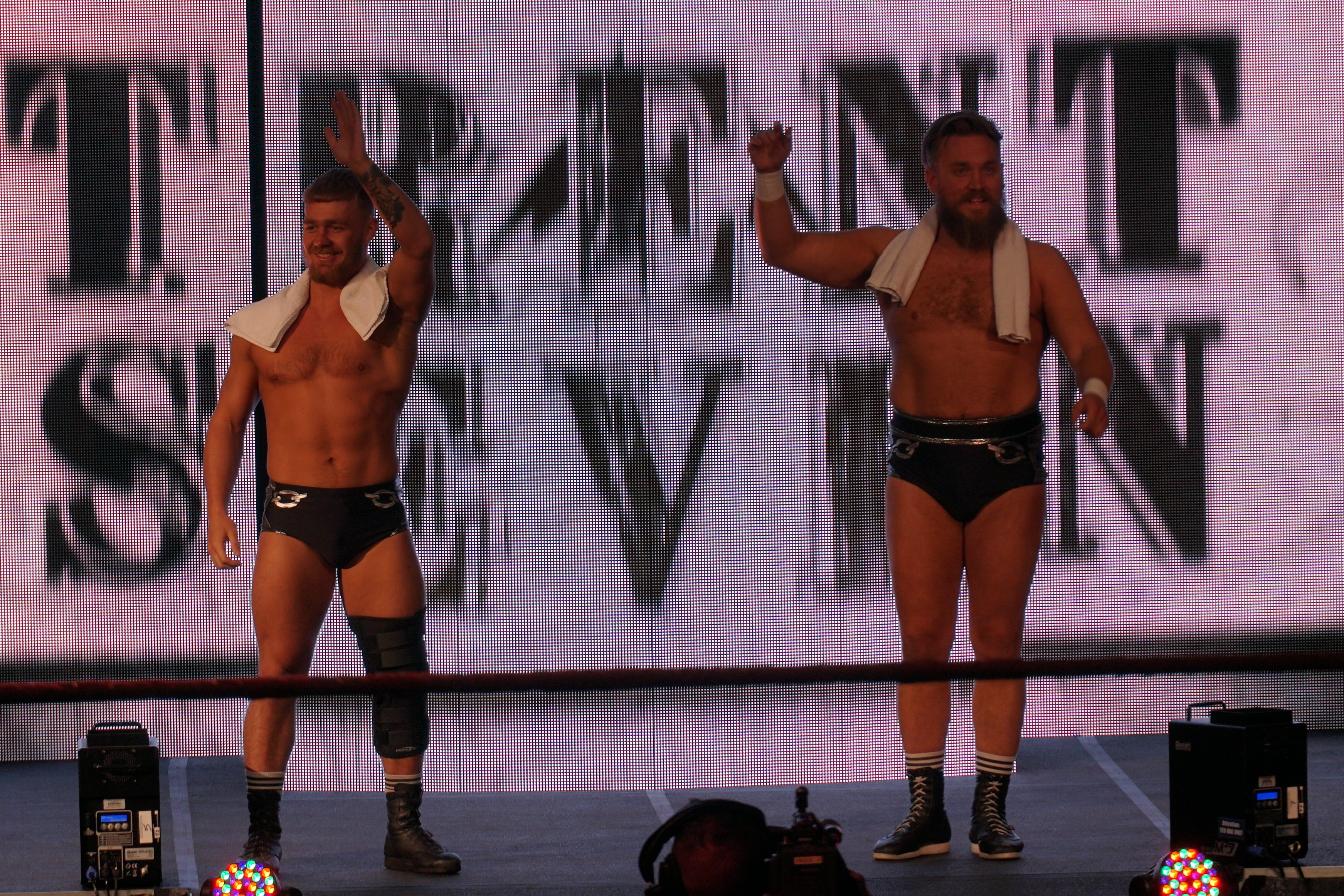
ベイト（左）セブン（右）WrestleMania Axxessに出場するムスタッシュ・マウンテン。

2018年1月30日、NXTクルーザー級選手権トーナメントに出場し、第1ラウンドでTJPに敗れた。5月15日、4ウェイマッチでTJP、カリスト、ケニー・ウィリアムズを破った。6月18日に開催された第2回英国チャンピオンシップ トーナメントの初日、ベイト、ダン、セブンは、アンディスピューテッド・エラを破った。翌日、ベイトとセブンはカイル・オライリーとロデリック・ストロングを破ってNXT タッグ王座を獲得したが、 7月11日、再び、オライリーとストロングにタイトルを失った。 NXT テイクオーバー: ブルックリン4で、ベイトとセブンはチャンピオンシップを取り戻すことができなかった。
2019年1月2日、ムスタッシュ・マウンテンは、ガラスを破って決勝に進み、初代NXT UKタッグチーム王座になった。NXT UK Takeover: Blackpoolで、ムスタッシュ・マウンテンは、決勝でグリザード・ヤング・ヴェテランズに敗れた。NXT UK Takeover: CardiffでNXT UK王座戦でウォルターと対戦したが、タイトルを取り戻すことに失敗した。NXT UK テイクオーバー: ブラックプール II でジョーダン・デブリンに敗れた。Worlds Collideで、ムスタッシュ・マウンテンは、DIYに敗北。5月20日、A-キッドを破り、NXT UKヘリテージ・カップを獲得。7月1日と15日、ジャック・スターズ、マーク・コフィーに対してタイトルを保持。2021年10月28日、ベイトは、プリティ・デッドリーのセブンへの邪魔により、ノーム・ダーにタイトルを失った。
12月9日、ムスタッシュ・マウンテンはプリティ・デッドリーを破ってNXT UKタッグチーム王座を獲得。2022年6月2日、ムスタッシュ・マウンテンは、トリプルスレットマッチでアシュトン・スミスとオリバー・カーターにタイトルを失った。6月16日、セブンは、偽の引退演説を行い、背後からベイトを攻撃し、チームを解散させた。

### NXT
ベイトは、7月7日に2回目の、NXT UK王座トーナメントの決勝で、トレント・セブンを破り、タイトルを獲得。8月23日、ベイトは、NXT王座であるブロン・ブレイカーとの対戦が決定。9月4日のWorlds Collideで、ベイトは、ブレイカーにタイトルを失った。2023年1月17日、ベイトは、NXTに復活し、ハビアー・バーナルに勝利。その後も、グレイソン・ウォーラー、アクシオムに勝利。2月28日、ベイトは、カーメロ・ヘイズと対戦するも敗北。ベイトは、スタンド&デリバーで、チェイス・ユニバーシティーとチームを組み、スキズムとの対戦を決定させた。

### WWE
2024年4月、レッスルマニア40で行われたラダー戦形式の統一WWEタッグ王座戦にピート・ダンと組み出場したが、王座獲得を逃した。

## 得意技

### フィニッシュ・ホールド
タイラードライバー97
スピニング・ボーイ
コーナートップから飛んで前方270度回転＋横360度回転で、倒れている相手に落下するセントーン・ボム。
リバウンド・ラリアット
ロープに向かって助走をしてトップロープで、その反動を利用してラリアットで相手の首元に叩き込む技。

### 打撃技
エルボー
エルボー・スタンプ
ヨーロピアン・アッパー
通常、ランニング式、スライディング式、トップロープからダイビング式など使用。
ナックル・パンチ
ボディブロー
ドロップキック
ニーリフト
延髄斬り
浴びせ蹴り
身体を縦回転または横回転して踵を相手の顔面に打撃する技。

### 投げ技
スープレックス
スーパープレックス
バック・スープレックス
ジャーマンスープレックス
ベリー・トゥー・ベリー・スープレックス
エアプレーン・スピン
ジャイアントスウィング

### 飛び技
スタンディングムーンサルト
トペ・スイシーダ
場外の相手に向かって助走してロープ間をすり抜けて頭から相手にぶつかっていく技。

## 獲得タイトル
アタック！プロレスリング
- アタック!24/7優勝 : 4回

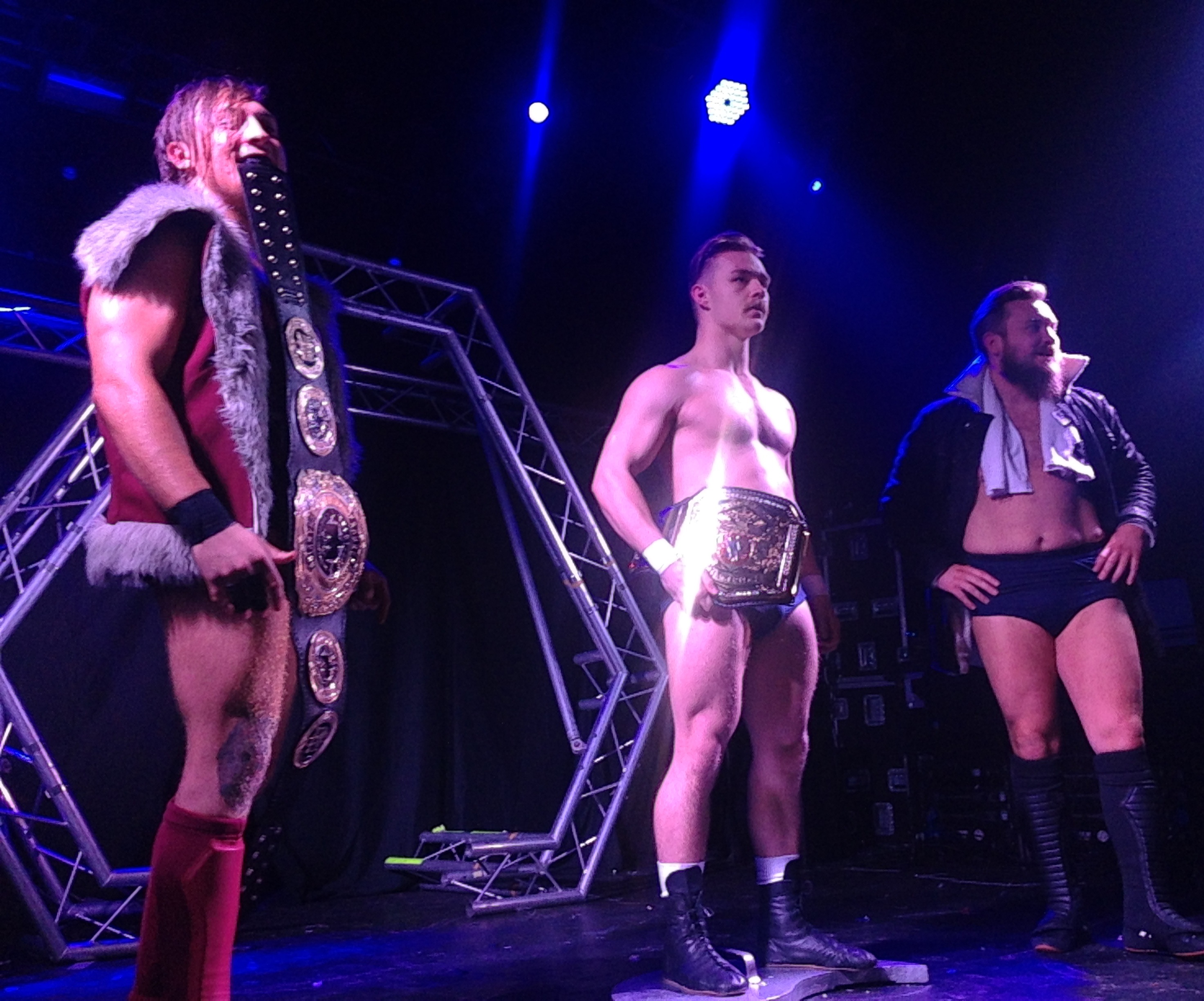
ベイト（中央）ダン（左）セブン（右）

- アタック!タッグ王座 : 1回（w /トレント・セブン

チカラ
- チカラ・カンピオナトス・デ・パレハス : 1回（w /トレント・セブン
- キング・オブ・トリオ (2017) : 1回（w /トレント・セブン、ピート・ダン

FCP
- FCPタッグ王座 : 2回（w /トレント・セブン
- ドリーム タッグ チーム インビテーショナル (2018) : 1回 （w /トレント・セブン

グレート・ベア・プロモーション
- ジュニアヘビー級カップ (2014)
- URSAメジャー・ワン・ナイト・トーナメント (2013)

IWS
- IWS世界タッグ王座：1回（w / トレント・セブン

カミカゼ・レスリング
- カミカゼ・プロタッグ王座 : 1回（w /ダン・モロニー
- リレントレス部門優勝 : 1回

OTT
- OTTタッグ王座 : 1回（w /トレント・セブン

プログレスリング
- プログレスリング・タッグ王座 : 1回（w /トレント・セブン

レボリューション・プロレスリング
- RPWブリティッシュ・タッグ王座 : 1回

SWA
- SWA 英国ライオンズ王座 : 1回
- ブリティッシュ ライオンズ トーナメント (2014)

ウエストサイド・エクストリーム・レスリング
- wXwショットガン王座 : 1回

WWE
- NXT UK王座 : 2回
- NXT UKヘリテージ・カップ : 1回
- NXTタッグ王座 : 1回（w /トレント・セブン
- NXT UKタッグチーム王座 : 1回（w /トレント・セブン
- ユナイテッド・キングダム王座トーナメント (2017)
- NXT UKイヤーエンド・アワード : 1回
- マッチ・オブ・ザ・イヤー (2017) : タイラー・ベイト VS ピート・ダン
- NXTタッグチーム王座インビテーショナル

## 入場曲
- Inaugural
- Get Up